# 汝陽公主
汝陽公主，明朝公主。明太祖朱元璋第十五女，母为郭惠妃。永嘉公主同母妹。
洪武二十七年七月二十七日（1394年8月23日），公主下嫁謝達。永乐二十二年十一月壬申（1424年11月21日），進封汝陽大長公主。此後，公主進封長公主、大長公主成為定制。景泰四年，朝廷拨民四户给公主看守坟茔。